# Karjalan kunnailla
Karjalan kunnailla è una canzone, il cui testo è stato composto da Valter Juva nel 1902. La musica è presa da un'antica canzone popolare finlandese.
Questa canzone è stata cantata da Anna Mutanen, Linda Lampenius, Eugen Malmsten, Cantores Minores, Ylioppilaskunnan Laulajat, Lauri Laine, Georg Ots, Joensuun Mieslaulajat, Martti Talvela e dagli Ensiferum, i quali hanno composto un medley (Finnish Medley) di canzoni popolari finlandesi.